# Baltisches Orgel-Centrum
Das Baltische Orgel-Centrum (BOC) Stralsund ist ein deutscher Verein, der sich der Pflege und Popularisierung der historischen Orgeln der Hansestadt verschrieben hat. Darüber hinaus berät das Orgel-Centrum bei Restaurierungsprojekten in den Ländern des Ostseeraumes und führt Orgelreisen, Fachtagungen und Seminare sowie Meisterkurse durch. Fachpublikationen und CD-Aufnahmen flankieren die Arbeit des Vereins.
Im Herbst 2003 wurde der Verein gegründet. Die drei Restaurierungsprojekte Stellwagen-Orgel von 1659 in der Marienkirche, Buchholz-Orgel von 1841 in der Nikolaikirche und Mehmel-Orgel von 1877 in der Jakobikirche lassen in der Weltkulturerbestadt ein einmaliges Ensemble hochbedeutender Instrumente wiedererstehen. Der Pflege dieses einmaligen Bestandes fühlt sich der Verein verpflichtet. Ausstellungen in Stralsund informieren über die Aktivitäten des Vereins sowie die Orgeln in Stralsund. Zum Vorstand gehören unter anderem Martin Rost und Krzysztof Urbaniak.